# Malamud-Entscheidung
In der Malamud-Entscheidung stellte der Europäische Gerichtshof (EuGH) am 5. März 2024 in der Rechtssache C-588/21 P fest, dass ein überwiegendes öffentliches Interesse an der Verbreitung von harmonisierten europäischen Normen bestehen kann.
Carl Malamud hatte für seine Organisation public.resource.org den Zugang zu mehreren europäischen Normen beantragt. Die Europäische Kommission lehnte es ab, die angefragten EU-Normen für Spielzeugsicherheit kostenlos zur Verfügung zu stellen, woraufhin Malamud Klage erhob. Der EuGH entschied, dass diejenigen harmonisierten technischen Normen (HTN), die zwingend zu erfüllen sind, Teil des Unionsrechts sind. Da der Grundsatz der Rechtsstaatlichkeit einen freien Zugang zum Unionsrecht verlangt, müssen diese Normen frei und kostenlos zugänglich sein. Das Gericht schloss den Urheberrechtsschutz für harmonisierte Normen jedoch nicht generell aus.
Im Dezember 2024 legten ISO und IEC Rechtsmittel gegen die Freigabe von Normen ein, die auf ISO- und IEC-Normen basieren.